# 5852 Nanette
Az 5852 Nanette (ideiglenes jelöléssel 1991 HO) a Naprendszer kisbolygóövében található aszteroida. Carolyn Shoemaker,  David Levy fedezte fel 1991. április 19-én.